# Réquila
Réquila (?-448) foi o segundo rei suevo da Galécia. Foi associado ao governo pelo seu pai Hermerico em 438 e sucedeu-lhe em 441. Mostrou-se muito agressivo contra os galaicos autóctones e contra a Igreja Católica. Enfrentou os bispos e favoreceu os clérigos priscilianistas, apesar de ele próprio professar o arianismo. Firmou um novo tratado de federação (federados) com Roma e estabeleceu alianças com os insurrectos das bagaudas, no norte da Península Ibérica, que lutavam contra as autoridades imperiais e os grandes proprietários. Comandou várias campanhas nas quais invadiu a Lusitânia e a Bética, e em 439 conquistou Emérita Augusta. Tomou Híspalis em 441. Durante o seu curto reinado os Suevos chegaram a dominar quase toda a actual Andaluzia. Também fez incursões na Tarraconense. Morreu em 448 e sucedeu-lhe o seu filho Requiário.